# Centrale del Latte di San Marino
La Cooperativa Agricola Centrale del Latte di San Marino  già Azienda autonoma di Stato per la gestione della centrale del latte (AASCL) è stata un'impresa pubblica della Repubblica di San Marino,  nel 2014 è stata acquistata dai produttori sammarinesi Ugo Bonifazi, Giorgio Stacchini e Claudio Salvi che sono diventati presidenti della cooperativa.
La centrale del latte è nata nel 1962 come parte della  Robur s.a. a Acquaviva, nel 1970 lo Stato sammarinese ha acquistato la centrale del latte da  Robur s.a., ma solo nel 1980 è stata istituita l'Azienda autonoma per la gestione della centrale del latte. Nell'aprile la proprietà è stata ceduta temporaneamente dallo Stato sammarinese per 30 anni.
Lo scopo dell'azienda è acquistare dalle 6 stalle nella Repubblica tutto il latte. Nel 2006 l'azienda ha raccolto 1 milione di litri di latte crudo, ha prodotto 636.226 di latte fresco distribuito in 150 punti vendita della Repubblica, 60.290 chili di formaggio e 120 quintali di yogurt.

## Prodotti
- Burro
- Caciotta
- Casatella romagnola
- Formaggio di fossa
- Latte parzialmente scremato e UHT
- Mascarpone
- Panna
- Parmigiano Reggiano
- Ricotta
- Stracchino
- Yogurt